# ロンドン地下鉄1996形電車
ロンドン地下鉄1996形電車(英:London Underground 1996 Stock)は1996年からGEC-アルストムで製造され、1997年に営業運転を開始したロンドン地下鉄ジュビリー線の電車。ロンドン地下鉄の2種類ある車両サイズのうち、小さいほうのサイズの車両群に属する。

## 概要
1996形電車は1990年代末に予定されていたグリーン・パーク - ストラトフォード間のジュビリー線延伸に備え、当時使用されていた1983形電車と平行して使用される計画で所要増分だけを製造する構想だったが、1983形が片開き扉で乗降に時間がかかるなどの問題を抱えていたため、1983形全車を置き換える形で延伸開業の1年前、1997年12月24日から翌年7月にかけて6両編成59本が就役した。2005年に4編成が増備された他、全編成に中間車1両が追加され、全編成が7両編成となった。ほぼ同時期製造のノーザン線用1995形と車体形状が酷似している。
本文中の車両形式略号などはロンドン地下鉄の車両形式および車両番号の付与方法を参照のこと。

## 1995形との相違点

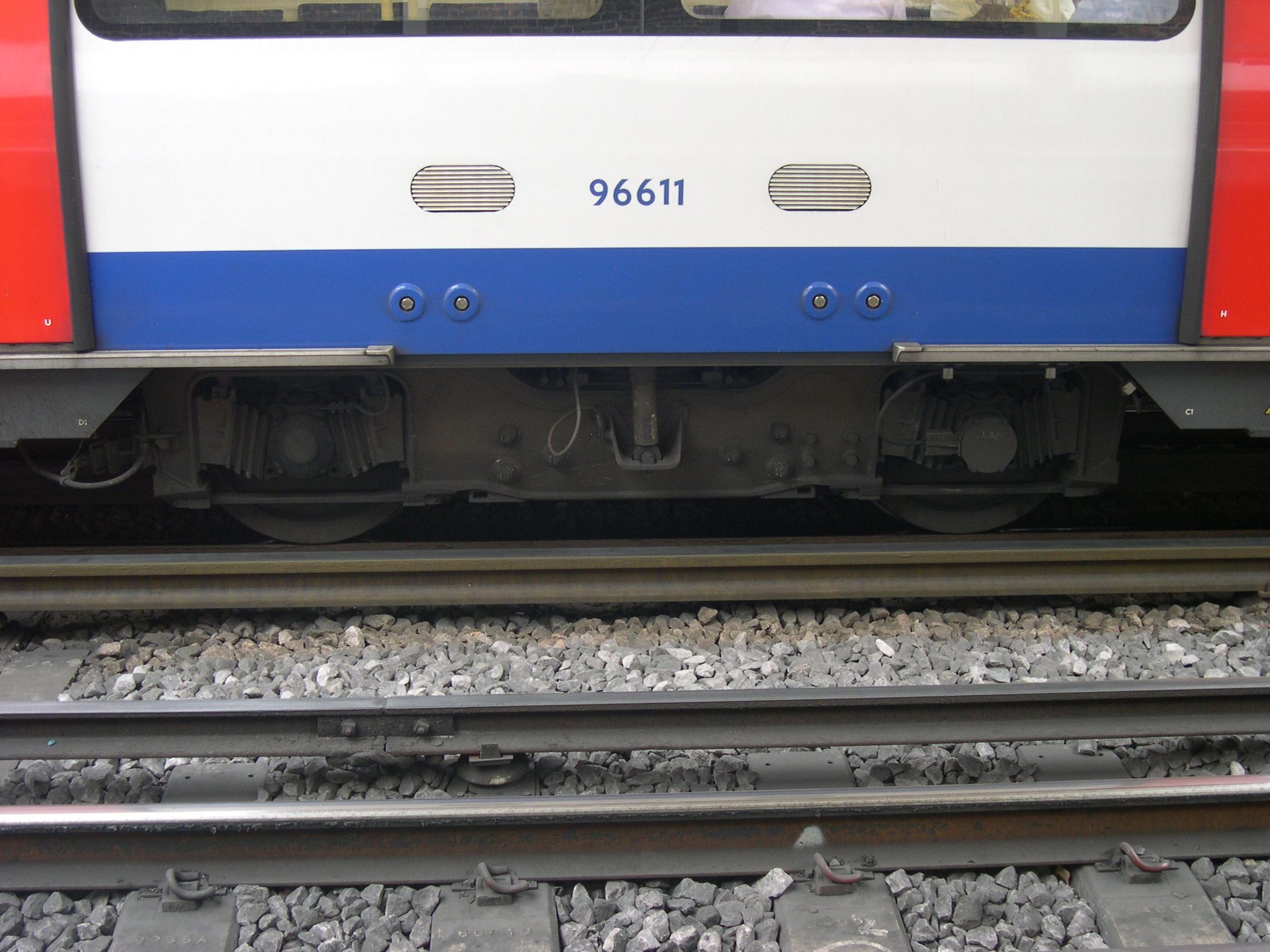
1996形電車の台車

1996形と1995形はほぼ同一の車両だが、内装、座席配置、ワーウィック設計事務所による運転室の設計、1995形に採用されたアルストム車のONIX制御方式、車両管理装置、塗分、1995形へのLED車側灯の採用（1996形は白熱球）などに細かい差が見られる。外観上最大の相違点は台車で、1996形がゴム枕バネのアルストム製である一方、1995形は起伏の多いノーザン線の路線形状に対応するため、ボンバルディア製ADTRANZ空気バネ台車を装備している。1996形電車は初期費用重視で、1995形電車はライフタイムコスト重視で設計されたため、両者には技術的な相違も発生している。アルストムは1995形の維持管理契約も含めて受注しており、東ロンドンに新設されたストラトフォード・マーケット車両基地でのジュビリー線用車両の維持管理ものちに受注している。

## 外観

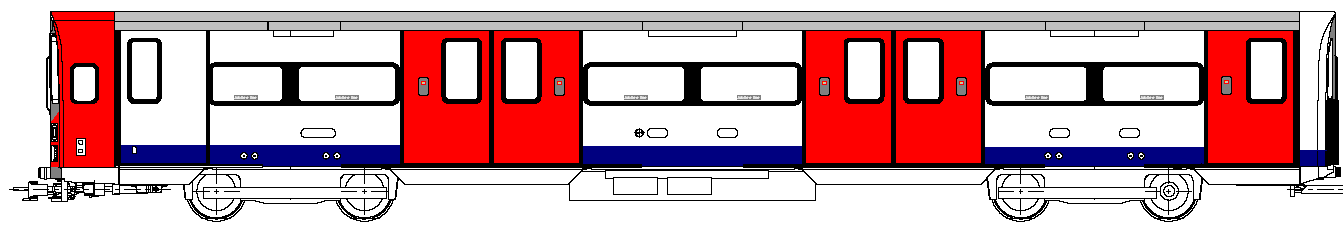
1996形電車先頭車側面図

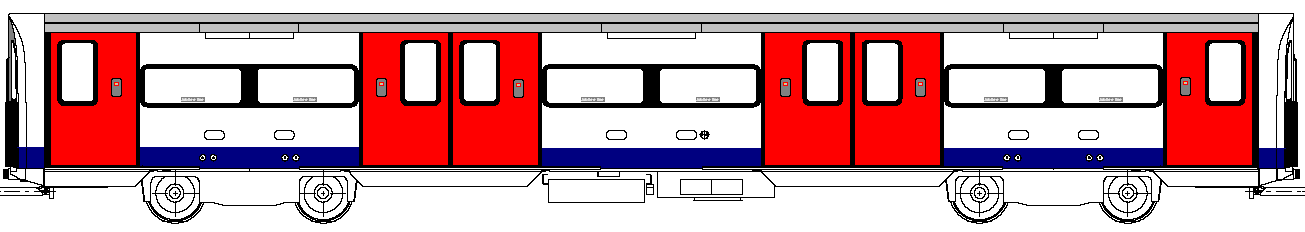
1996形電車中間車側面図

車体中央に両開き扉2箇所、両端に片開き扉を備える4扉車だが、先頭車は扉1枚分強を運転席としてあるため3扉である。扉はすべて外吊り式。車体はロンドン地下鉄標準の赤青白の3色に塗装され、先頭部は赤く塗られているが、1992形等と同様全面窓周りが濃灰色に塗装されている。

## 内装

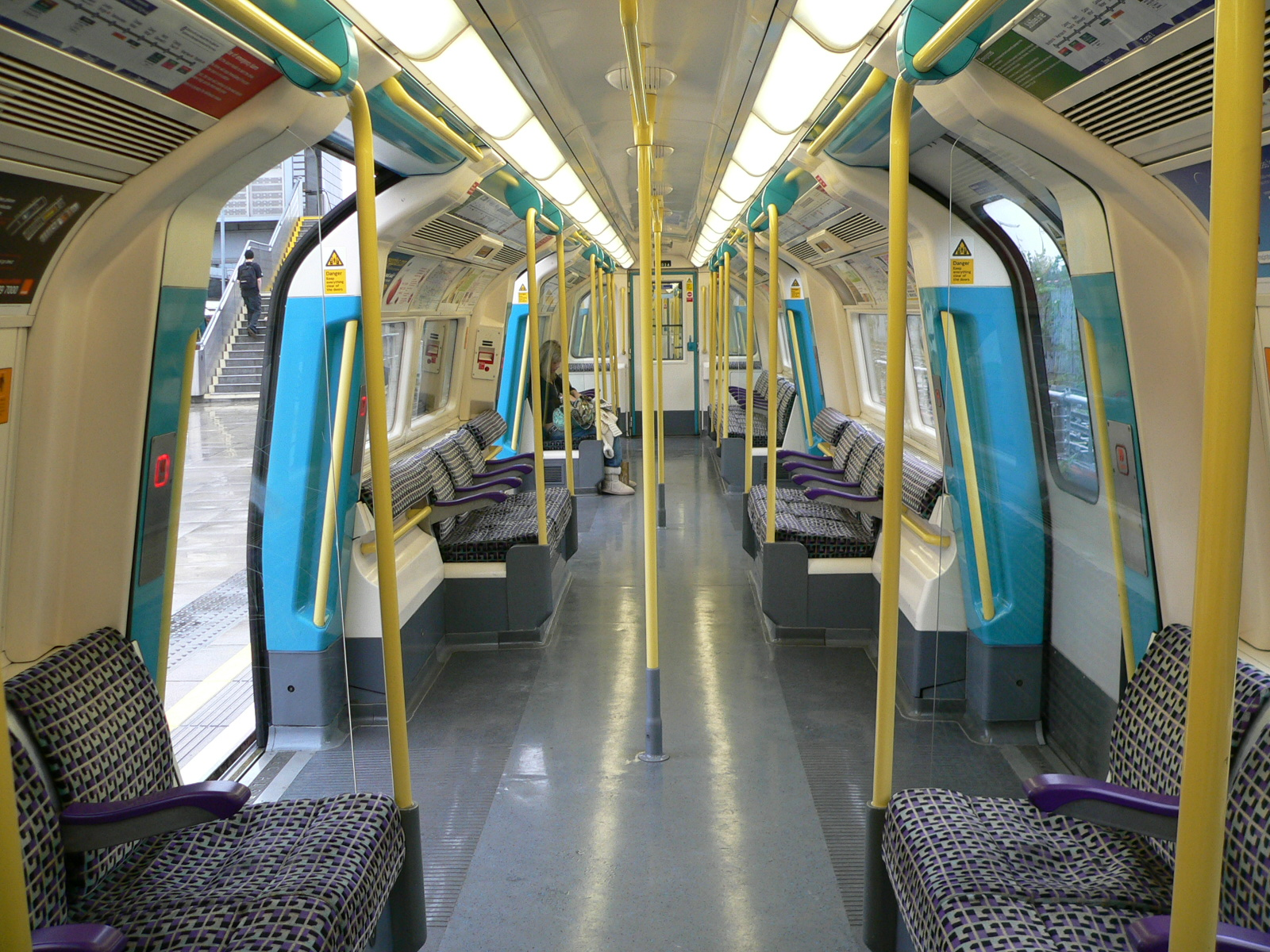
内装更新前の1996形電車車内

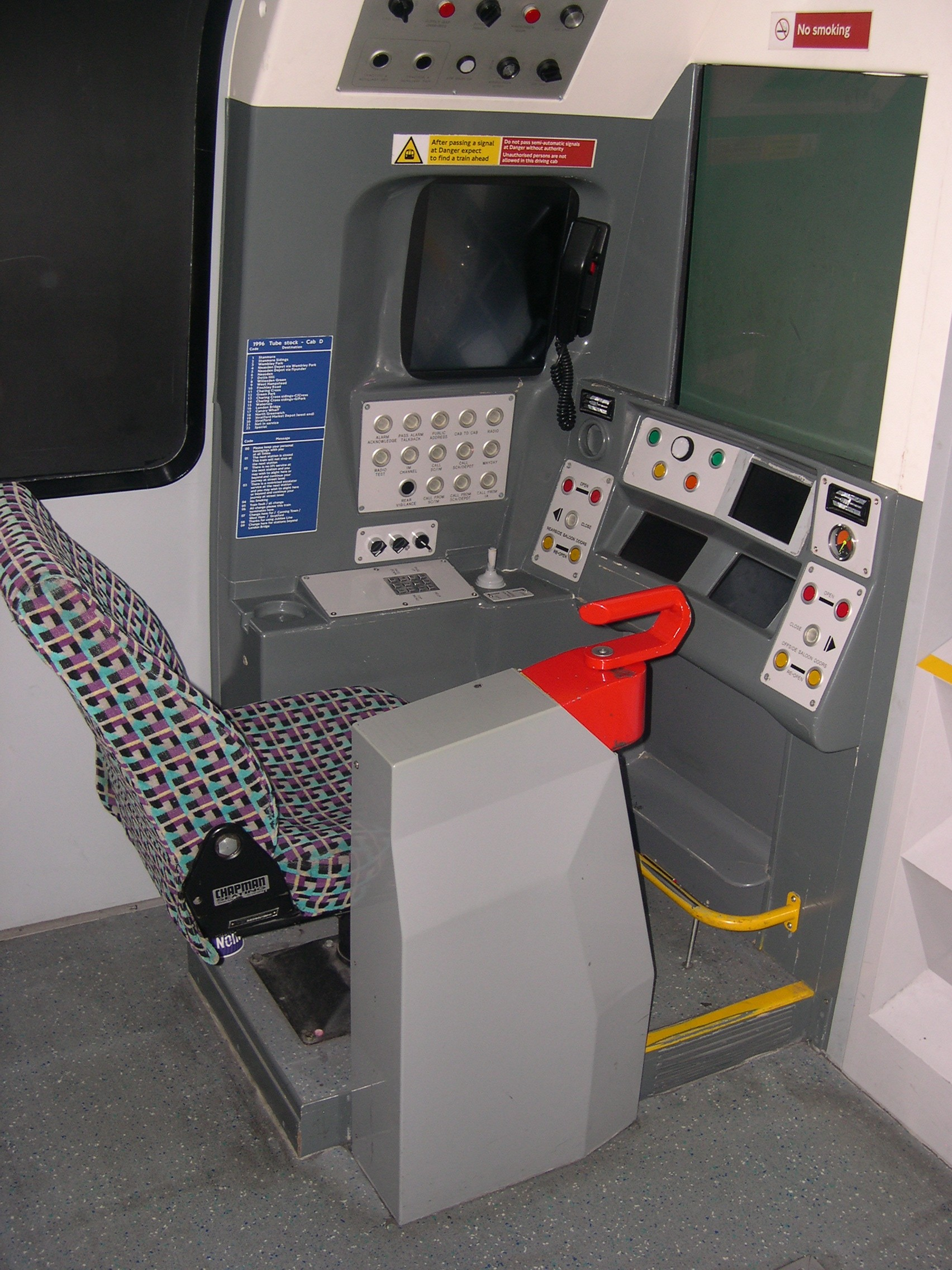
ロンドン交通博物館にある1996形電車運転シミュレータ

登場時はJの模様があしらわれた藤色と灰色のシートモケットが使用されていたが、2005年11月に張替えが行われ、ロンドン地下鉄標準の、多種多様な色の四角い枠の模様があしらわれた青いモケットとなった。2005年製の車両は新製時から新しいモケットを装備している。ピカデリー線用1973形も同じ青いモケットに交換され、ノーザン線にも採用が広がっている。肘掛は当初紫色だったが、モケットの張替えに合わせて青く塗装された。中央扉脇に車椅子スペースがあり、ここと車端部には寄り掛かれるよう腰の高さにモケットが貼られている。
1996形電車はデッドマン装置つき右手操作を採用している。写真の状態がデッドマン装置作動状態で、把手を時計回りに90度回転させて解除となり、把手が付いている赤い部分ごと前後にスライドさせて操作する。日本の電車とは逆に前方に押し出すことで加速、手前に引くことでブレーキが作動する。

## 編成
1996形電車は登場時、3両1ユニットx2の6両編成となっていた。各ユニットは制御電動車(DM)、付随車(T)、回送用簡易運転台付中間電動車(UNDM）で構成され、DM-T-UNDM+UNDM-T-DMの編成を組む。後期製造の12両の付随車には防氷装置が設置され、DIT(De-Icing Trailer cars）と略される。編成は奇数エンドと偶数エンドで構成される。車両番号は5桁であらわされ、上二桁が車両形式を示す「96」、百の位の0、1がDM、2、3がT、4、5がUNDM、8、9がDITを示す。ストラトフォード寄り（南または西向き）のユニットは下一桁が偶数、スタンモア寄り（北または西向き）のユニットは下二桁奇数となっている。偶数番号ユニットの下二桁は奇数番号ユニットの下二桁に1を加えた番号である。DITは偶数ユニットにのみ連結されている。防氷装置付編成の先頭部車両番号には白丸がつけられ、容易に識別できるようになっている。
例:96001 - 96201 - 96401 + 96402 - 96202 - 96002
それぞれの車両には設計時アルファベット一文字のコードがそれぞれ偶数DM:A、奇数DM:B、偶数UNDM:C、奇数UNDM:D、T:E、 DIT:Fとして与えられていた。

## 制御装置
1995形と1996形は類似した車体を持ち、ともにアルストム製であるが、異なる制御装置を採用している。1996形の設計は1991年に1995形より早く確定したため、1995形よりも古いシステムが採用されている。1996形はGTOサイリスタによるVVVFインバータ制御、1995形はアルストムのOnixと呼ばれるIGBTによるVVVFインバータ制御である。

## 旅客放送装置
1996形には自動放送装置とLED式旅客案内装置が設置されているが、両者の内容には若干の相違がある。相違の一例として、自動放送装置では駅停車中に"This station is Canary Wharf. Change here for the DLR." "This train terminates at Stratford."と案内される一方、LED表示装置には"Canary Wharf. Change for DLR." "Destination : Stratford."と表示される。
2008年末現在、通常放送される自動放送装置の内容には2人のアナウンサーの声が含まれている。"This Train Terminates At..."の放送は登場時から聞かれる声である一方、"Next Station"と"This Station"の放送はそれとは違う声であり、各駅到着の都度2種類の声で放送が流れる。これに加え、男性アナウンサーの声で"This train will now terminate here. All change please"と"Please keep your personal belongings with you at all times"等が放送されることがあり、男性アナウンサーの採用はロンドン地下鉄ではこの例だけである。

## 増結車

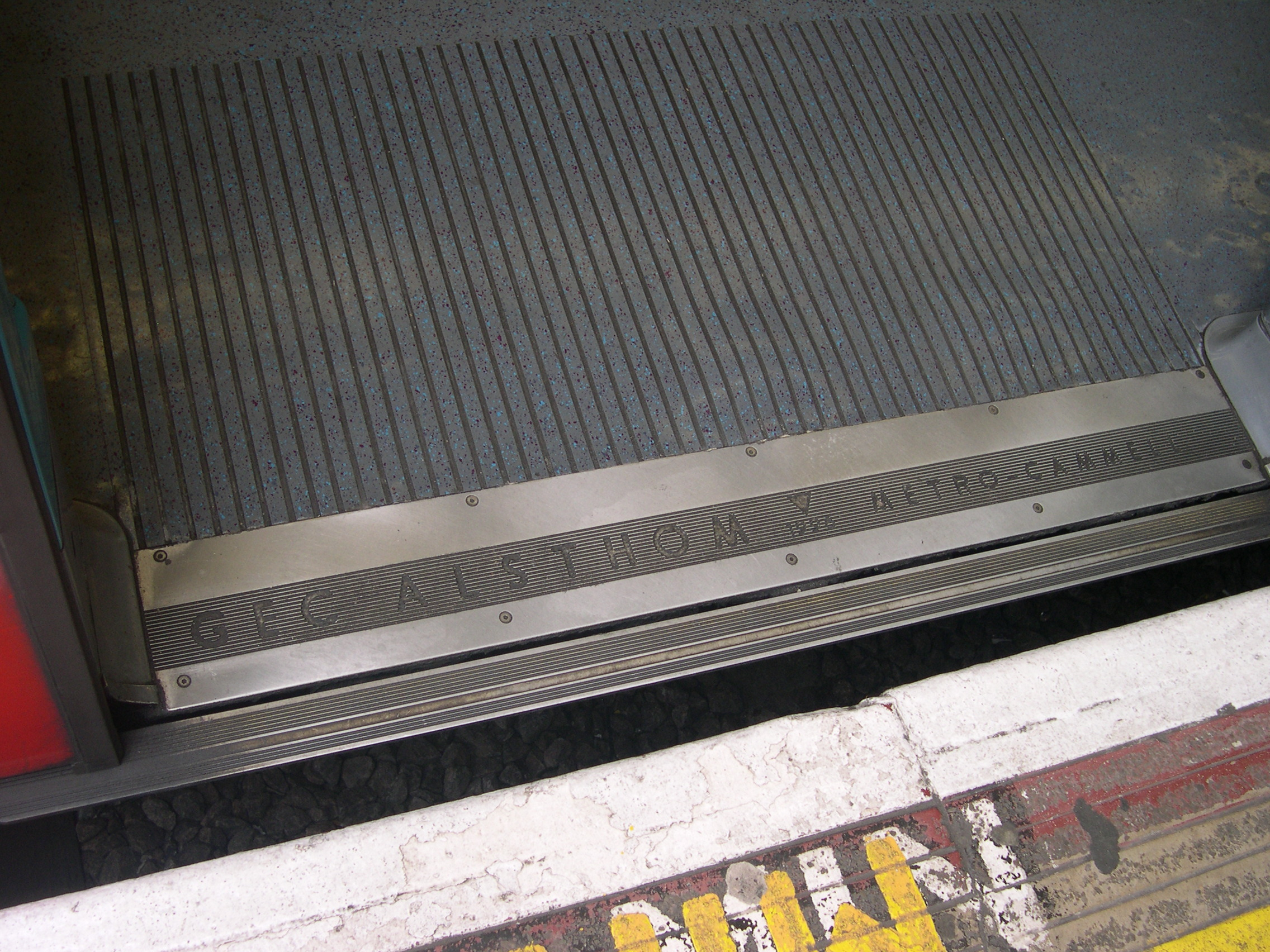
1997年導入車の製造銘板

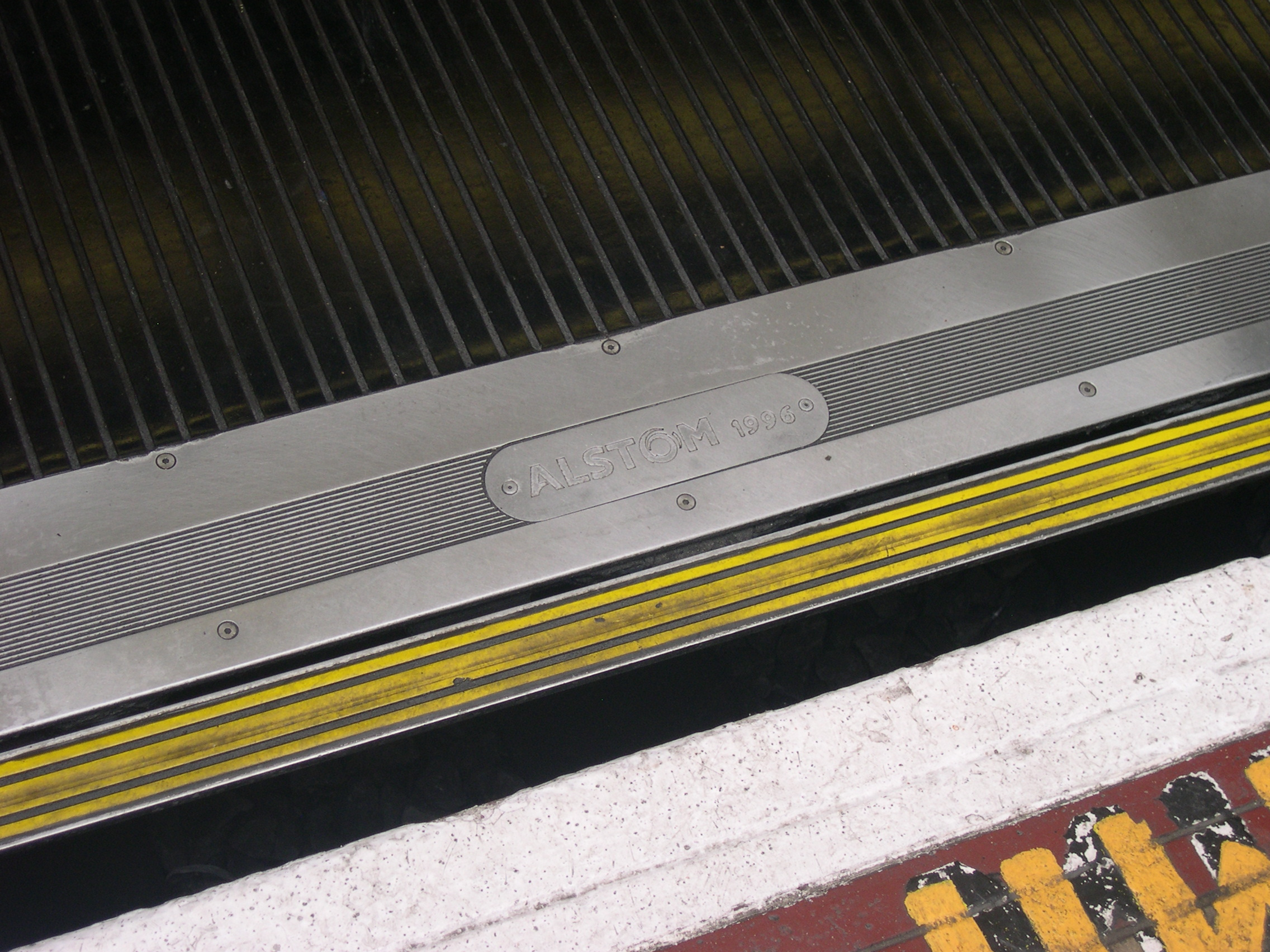
2005年導入車の製造銘板

2005年初頭、ジュビリー線の7両編成化と4編成の増備が発表された。アルストムのバルセロナ工場の郊外移転に伴い、この63両の付随車と4編成の新造車は新工場で製造された。新造された4編成はなぜか6両編成として納入され、ストラトフォードで7両編成対応に改造されている。
2005年12月25日からジュビリー線は全線運休され、7両編成化、信号装置の交換、延伸区間へのホームドア導入に伴うソフトウェアの更新が行われた。当初計画では車載コンピューターが2両を1両として認識するよう設計されていたが、不要であることが判明した。1996形は7両編成化が可能な様設計され、プラットフォーム長、延伸区間のホームドアも当初から7両対応となっていた。この工事による運休は5日間と予定されていたが、2日早く運転を再開した。新しい車両は設計コードGとなる付随車で、偶数ユニットに挿入された。7両編成化の新編成例は96103 - 96303 - 96703 - 96404 + 96404 - 96204 - 96104である。新製車をこの字体で示す。
新製車には以下の設計変更が行われている。
- 旅客案内装置のLEDを従来車の赤色から橙色に変更
- ドア部床色をグレーから黒に変更
- ドアレールに黄色の縁取りを追加
- 座席カバーを改良
- ドア部床の滑り止めを車両全長に延長

これらの変更の多くは従来車にも施工されつつある。新しい付随車には96601 - 96725の奇数が付番された。ドア部床滑り止めには製造者名が刻印され、1997年導入車には製造者名とともに製造年を表す「1996」の刻印がある。2005年増備車についてもイギリスの製造規則にしたがって「1996」が刻印されているが、製造者名は従来車のGEC AlstomからAlstomに変更されている。 
内装の新デザインは座席モケットをデザインしたワーウィック設計事務所により行われ、ワーウィックはノーザン線・ピカデリー線用車両の内装更新も担当している。
新造車の導入に続いて旅客案内装置が次の駅の手前で駅名が表示されるよう変更されている。

## 自動列車制御装置
1996形はヴィクトリア線、セントラル線と同様ウェスチングハウス社の自動列車制御装置を搭載できるよう設計されていたが、運用上の問題と、既存の信号系の改良に費用がかかることが判明したため、採用されなかった。これにかわり、ドックランズ・ライト・レールウェイ同様のアルカテル社製セルトラックシステムを設置する工事が2009年末目標で進められている。ジュビリー線での採用は本システムの大量輸送機関への初めての適用例となり、TBTC(Transmission-Based Train Control)と呼ばれる。この方式では安全性を犠牲にすることなく列車をより高速、高密度で運行することが可能になる移動閉塞方式が採用され、増発、輸送力増強が可能となる。